# 敷根頼元
敷根 頼元（しきね よりもと）は、安土桃山時代の武将。島津氏の家臣。

## 出自
敷根氏は大隅国の国人。清和源氏流美濃源氏の嫡流・土岐氏を祖とし、その子孫が元暦元年（1184年）に大隅小河院敷根村を拝領し下向、兵乱を避けて一時肥後国の球磨へ逃れ、再び敷根に戻った際に敷根氏を称した家で、先祖代々敷根を領してきた。

## 略歴
永禄9年（1566年）、敷根氏14代当主・敷根頼兼の嫡子として誕生。
主君・島津義弘に従い豊後国攻めの際はその供をして八代へ入った。天正15年（1587年）に島津氏が豊臣秀吉に降伏し、義弘が初めて上洛する際にも、その供を務めた。文禄の役にもその供をすることになり肥前国名護屋城へ入ったが、義弘の嫡子・久保が朝鮮へ渡海するための船が遅参していたため、頼元は自らの船を久保に差し出している。頼元はこの褒美として、1,000石を拝領する感状を得た。
文禄4年（1595年）、祖父・頼賀が下大隅の田上城へ移動となり、敷根氏は本貫地であった敷根より離れる事となった。
慶長3年（1598年）、豊臣秀吉の死去に伴い、日本軍は11月15日を以って帰陣すると定めていたが、順天に残る小西行長らが敵船により海上を封鎖され、それが叶わなくなる。泗川新城にあった島津義弘は、小西らの安否を確かめるべく頼元と鎌田政冨を使いに出し、頼元らは敵番船の中を掻い潜って無事に順天へ入った。しかし、その帰路で逆風に遭い、船が大破して、政冨共々溺死した。その際に先の感状も流失した。
頼元の名跡は、島津忠長の三男である立頼が婿養子となり継ぐのであるが、島津一門となった敷根氏は慶長19年（1614年）に市成へ移封、寛永20年（1643年）より島津姓を許されると市成島津家となった。